# Cabo Cheliuskin
El cabo Cheliuskin (del ruso: мыс Челюскина) es un cabo del ártico siberiano que es el punto más al norte del continente euroasiático, y al mismo tiempo es el punto continental habitado más al norte del planeta. Localizado a 1371 km del Polo Norte, se encuentra en el extremo de la península de Taimyr, al sur del archipiélago de Severnaya Zemlya. Está bañado por las aguas del estrecho de Vilkitsky, un estrecho que separa el mar de Kara del mar de Láptev.
Administrativamente, pertenece al Krai de Krasnoyarsk de la Federación de Rusia.

## Historia

### Descubrimiento
Aunque no hay constancia escrita, parecen existir pruebas fehacientes de que una empresa de comercio ruso, que partió desde el río Obi o el río Yeniséi, circunnavegó la parte más septentrional de Eurasia, y por tanto el cabo Chelyuskin, hacia 1617-20. Los hallazgos arqueológicos de 1940-45 en el golfo Sims y en la isla Faddeyevsky dan evidencia de esa travesía.

### Bordeando la península de Chukchi
En 1648, Semión Dezhniov y Fedot Alekseyev Popov lideraron una expedición, de entre 90 y 105 hombres, que partiendo de la desembocadura del río Kolyma alcanzó la desembocadura del río Anádyr. A bordo de siete koch (pequeñas naves cosacas aptas para navegar en la banquisa), les llevó diez semanas de navegación alcanzar el estuario del Anádyr tras bordear la península de Chukchi. Esa expedición dobló el cabo Cheliuskin y también el cabo Dezhneva, el promontorio más oriental del continente eurasiático, descubriendo que Asia no estaba unida por tierra con Alaska. La participación de Dezhniov en esta parte del viaje no está documentada, y solamente las actividades de Fedot Alekséyev se pueden atestiguar hoy. 
El cabo fue alcanzado en mayo de 1742 por una expedición comandada por el explorador ruso Semión Cheliuskin, en la que se cree fue la primera vez. Inicialmente fue denominado cabo Este-Norte, pero en 1842 la Sociedad Geográfica de Rusia cambió su denominación por cabo Cheliuskin, en honor de su descubridor, al cumplirse el centenario de su expedición.

### La expedición de Nordenskjöld (1878)
La expedición Nordenskjöld logró atravesar por primera vez el Pasaje del Nordeste y navegar alrededor del continente eurasiático entre 1878 y 1880 a bordo del buque ballenero Vega. La expedición dobló el cabo Cheliuskin el 10 de agosto, y pocos días después efectuaron una escala dedicada a la investigación científica. Luego continuaron avanzando hacia el este, navegando siempre muy cerca de la costa, hasta que quedaron atrapados en el hielo a finales de septiembre cerca del estrecho de Bering. 

### La expedición de Amundsen (1919-20)
En 1918 Roald Amundsen había comenzado una expedición, con un barco propio, el Maud, con el que planeaba surcar el Pasaje del Noreste, viajando desde el océano Atlántico hasta el Pacífico a través del océano Ártico, bordeando la costa siberiana. En 1919, después de haber utilizado el cabo Cheliuskin como cuartel de invierno, dejó en el mismo a dos de los hombres de su expedición, Peter Tessem y Paul Knutsen, mientras el barco continuaba al Este hacia el mar de Laptev. Los hombres tenían el encargo de esperar y atravesar el mar de Kara en trineo, cuando sus aguas se hubieran congelado, y llegar hasta Dikson con el correo de Amundsen, pero nunca más se supo de ellos. En 1922, a petición del gobierno noruego, las autoridades soviéticas organizaron una expedición en busca de Tessem y Knutsen al mando de Nikifor Begichev, que no pudo encontrarles.
En 1932, se instaló una estación meteorológica e hidrológica, capitaneada por Ivan Papanin, denominada «Estación polar cabo Cheliuskin». En 1983 fue rebautizada con el nombre «Observatorio hidrometeorológico E. K. Fyodorov».

## Clima
| Parámetros climáticos promedio de Cabo Cheliuskin (1991-2020) | Parámetros climáticos promedio de Cabo Cheliuskin (1991-2020) | Parámetros climáticos promedio de Cabo Cheliuskin (1991-2020) | Parámetros climáticos promedio de Cabo Cheliuskin (1991-2020) | Parámetros climáticos promedio de Cabo Cheliuskin (1991-2020) | Parámetros climáticos promedio de Cabo Cheliuskin (1991-2020) | Parámetros climáticos promedio de Cabo Cheliuskin (1991-2020) | Parámetros climáticos promedio de Cabo Cheliuskin (1991-2020) | Parámetros climáticos promedio de Cabo Cheliuskin (1991-2020) | Parámetros climáticos promedio de Cabo Cheliuskin (1991-2020) | Parámetros climáticos promedio de Cabo Cheliuskin (1991-2020) | Parámetros climáticos promedio de Cabo Cheliuskin (1991-2020) | Parámetros climáticos promedio de Cabo Cheliuskin (1991-2020) | Parámetros climáticos promedio de Cabo Cheliuskin (1991-2020) |
| Mes                                                           | Ene.                                                          | Feb.                                                          | Mar.                                                          | Abr.                                                          | May.                                                          | Jun.                                                          | Jul.                                                          | Ago.                                                          | Sep.                                                          | Oct.                                                          | Nov.                                                          | Dic.                                                          | Anual                                                         |
| ------------------------------------------------------------- | ------------------------------------------------------------- | ------------------------------------------------------------- | ------------------------------------------------------------- | ------------------------------------------------------------- | ------------------------------------------------------------- | ------------------------------------------------------------- | ------------------------------------------------------------- | ------------------------------------------------------------- | ------------------------------------------------------------- | ------------------------------------------------------------- | ------------------------------------------------------------- | ------------------------------------------------------------- | ------------------------------------------------------------- |
| Temp. máx. abs. (°C)                                          | 0.3                                                           | -0.5                                                          | -0.4                                                          | 6.3                                                           | 8.2                                                           | 15.6                                                          | 23.3                                                          | 21.6                                                          | 13.4                                                          | 5.4                                                           | 0.2                                                           | -0.6                                                          | 23.3                                                          |
| Temp. máx. media (°C)                                         | -24.0                                                         | -23.9                                                         | -21.7                                                         | -15.2                                                         | -6.8                                                          | 0.8                                                           | 3.5                                                           | 3.6                                                           | 0.2                                                           | -7.2                                                          | -15.6                                                         | -21.3                                                         | -10.6                                                         |
| Temp. media (°C)                                              | -27.2                                                         | -27.1                                                         | -25.1                                                         | -18.6                                                         | -9.1                                                          | -0.9                                                          | 1.5                                                           | 1.6                                                           | -1.4                                                          | -9.6                                                          | -18.7                                                         | -24.4                                                         | -13.3                                                         |
| Temp. mín. media (°C)                                         | -30.5                                                         | -30.2                                                         | -28.5                                                         | -21.7                                                         | -11.4                                                         | -2.3                                                          | 0.0                                                           | 0.1                                                           | -3.0                                                          | -12.4                                                         | -21.9                                                         | -27.4                                                         | -15.8                                                         |
| Temp. mín. abs. (°C)                                          | -48.8                                                         | -45.8                                                         | -45.9                                                         | -41.7                                                         | -28.9                                                         | -18.0                                                         | -5.6                                                          | -9.0                                                          | -21.2                                                         | -33.6                                                         | -41.9                                                         | -45.6                                                         | -48.8                                                         |
| Precipitación total (mm)                                      | 11                                                            | 12                                                            | 12                                                            | 14                                                            | 15                                                            | 14                                                            | 27                                                            | 32                                                            | 23                                                            | 22                                                            | 15                                                            | 13                                                            | 210                                                           |
| Días de lluvias (≥ 1 mm)                                      | 0                                                             | 0                                                             | 0                                                             | 0                                                             | 0                                                             | 6                                                             | 13                                                            | 13                                                            | 6                                                             | 1                                                             | 0                                                             | 0                                                             | 39                                                            |
| Días de nevadas (≥ 1 mm)                                      | 16                                                            | 17                                                            | 16                                                            | 15                                                            | 22                                                            | 15                                                            | 8                                                             | 10                                                            | 20                                                            | 25                                                            | 21                                                            | 17                                                            | 202                                                           |
| Horas de sol                                                  | 0                                                             | 3                                                             | 101                                                           | 273                                                           | 175                                                           | 128                                                           | 124                                                           | 75                                                            | 26                                                            | 9                                                             | 0                                                             | 0                                                             | 914                                                           |
| Humedad relativa (%)                                          | 83                                                            | 83                                                            | 82                                                            | 84                                                            | 86                                                            | 90                                                            | 93                                                            | 94                                                            | 91                                                            | 86                                                            | 84                                                            | 83                                                            | 86.6                                                          |
| Fuente n.º 1: Погода и климат                                 |                                                               |                                                               |                                                               |                                                               |                                                               |                                                               |                                                               |                                                               |                                                               |                                                               |                                                               |                                                               |                                                               |
| Fuente n.º 2: NOAA (Horas de sol, 1961-1990)                  |                                                               |                                                               |                                                               |                                                               |                                                               |                                                               |                                                               |                                                               |                                                               |                                                               |                                                               |                                                               |                                                               |